# Janidera
Janidera is een kevergeslacht uit de familie van de boktorren (Cerambycidae). De wetenschappelijke naam van het geslacht werd voor het eerst geldig gepubliceerd in 2005 door Heffern.

## Soorten
Janidera omvat de volgende soorten:
- Janidera biapiculata (Pascoe, 1866)
- Janidera insignata Hüdepohl, 1992
- Janidera plagiata (Villiers, 1966)